# Джейрахський район
Джейрахський муніципальний район (інг. ЖІайраха шахьар) — адміністративний і муніципальний район в південній частині Інгушетії.
Адміністративний центр — село Джейрах.

## Географія
Джейрахський район знаходиться в гірській частині Інгушетії і займає центральну частину Головного Кавказького хребта. На півночі район межує з Сунженським районом Інгушетії, на північному заході — з Пригородним районом  Північній Осетії, на заході — з міським округом Владикавказ, на півдні — з Грузією, на сході — з Чеченської Республікою. Площа району — 628,14 км².
Головні річки — Асса і Армхі. Гірські вершини: Хахалгі (3031 м), Черехкорт (2230 м).

## Історія
Район утворений в жовтні 1993 року Указом Президента Республіки Інгушетія Руслана Аушева.
В 2009 році Джейрахський район отримав статус муніципального району. Тоді ж у його складі було утворено 5 муніципальних утворень зі статусом сільського поселення.

## Населення
Національний склад
За даними Всеросійського перепису населення 2010 року:
- Інгуші — 2222 чол. (84,3%)
- Росіяни — 244 чол. (9,2%)
- Інші — 172 чол. (6,5%)

## Галерея

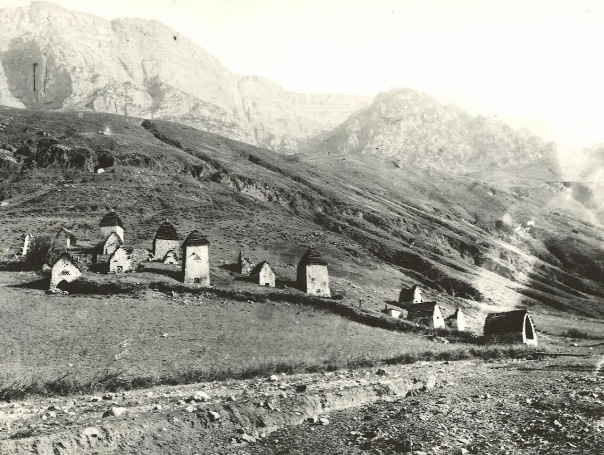
Склеповий могильник с. Таргім, 1921 р.
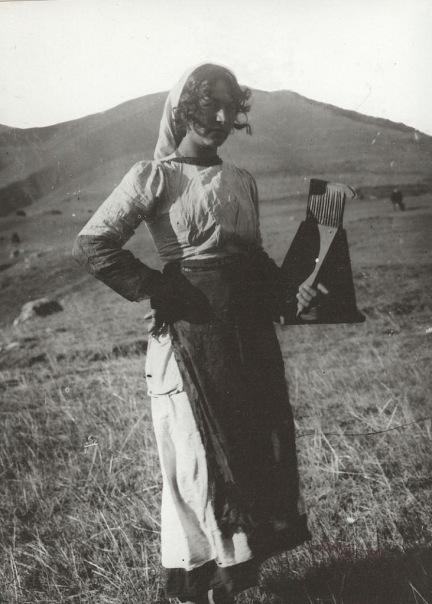
Портрет дівчини з селища Таргім. [1921 р. Експедиція Н.Ф. Яковлева - Е.М. Шилінга, осінь 1921 р]
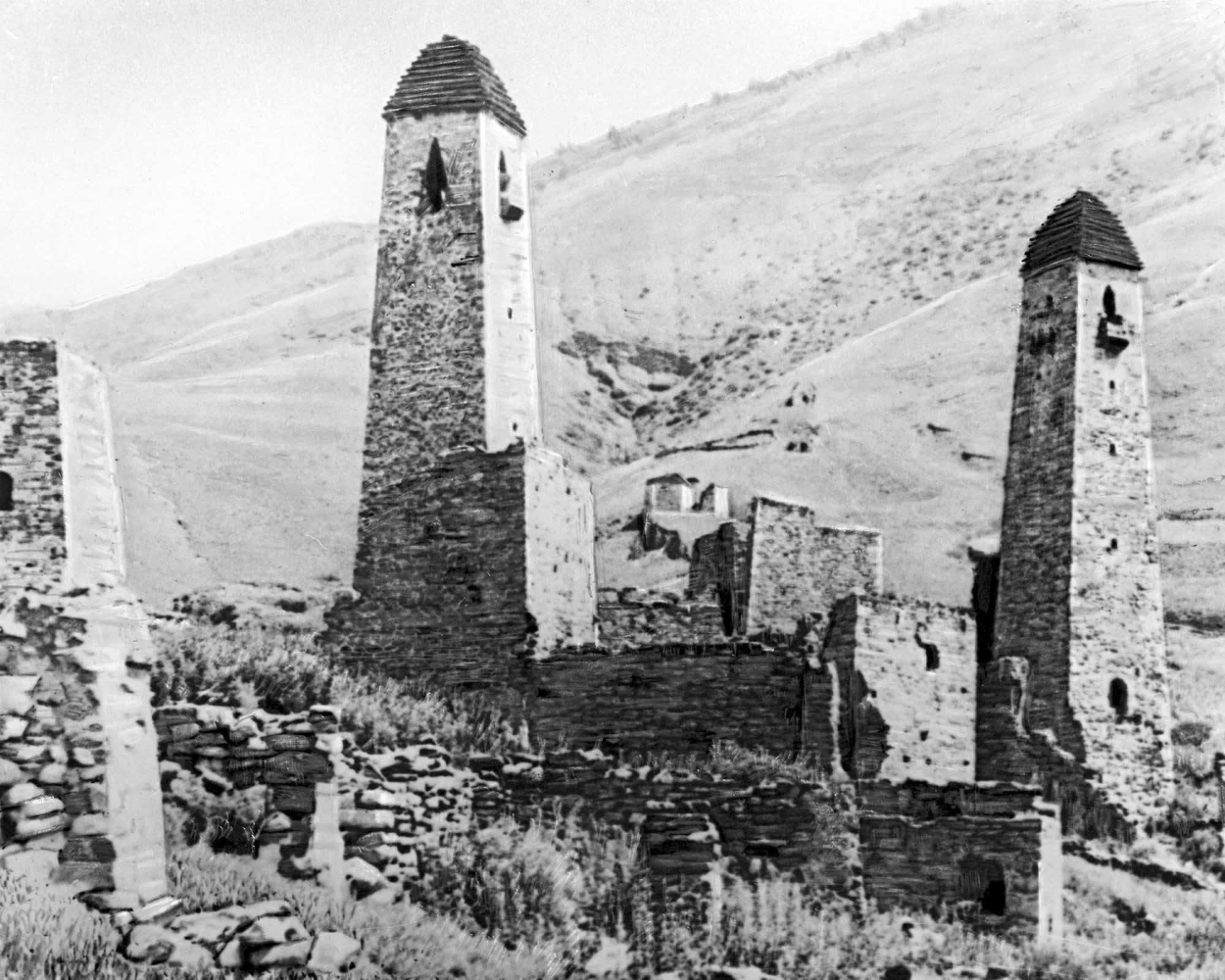
Вежі селища Ерзі. 16 - 18 ст.
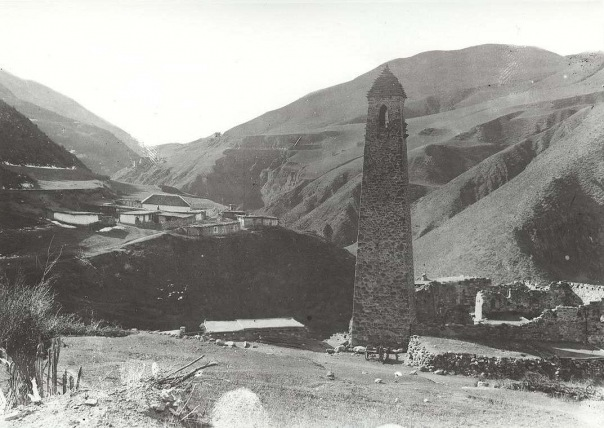
Боевая башня с. Джейрах. 1921 р.
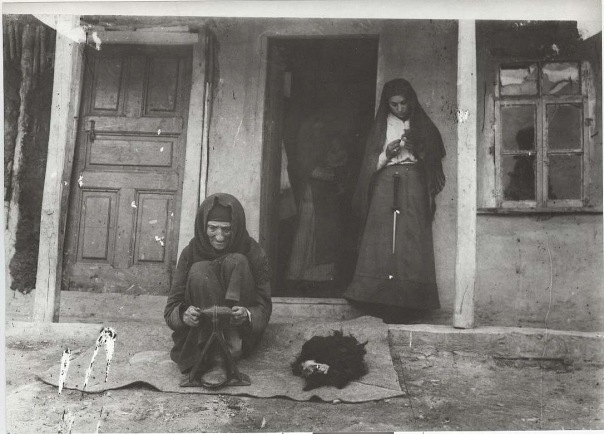
Жінка, розчісує шерсть на гребені, с. Джейрах 1921 р.
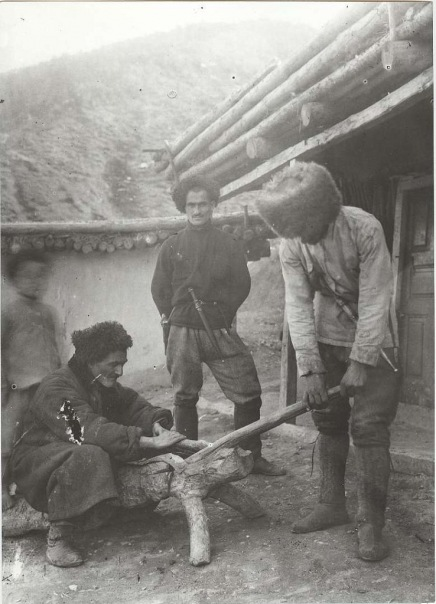
Чоловіки за роботою на дерев'яній кожем'ялці, с. Джейрах 1921 р.
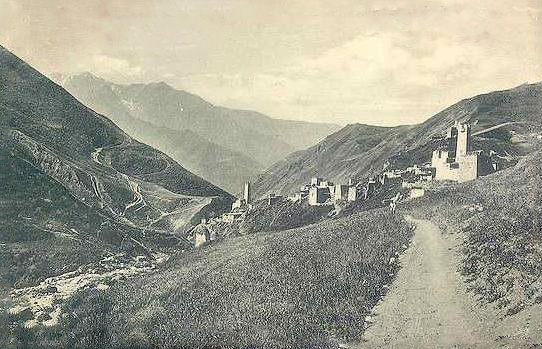
Аул Цхоре
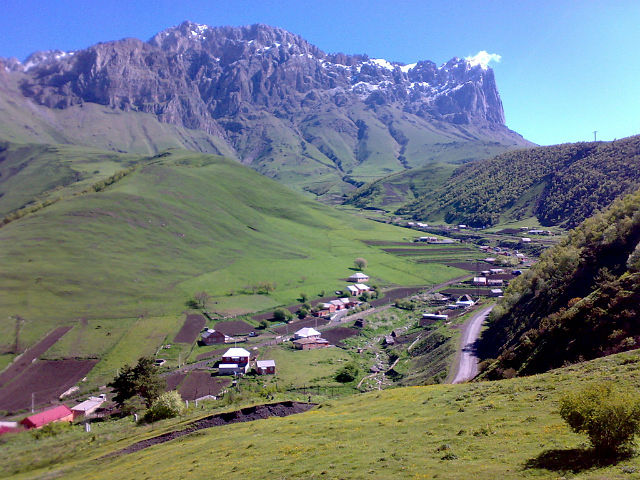
Селище Гулі, родове селище тейпа Хулхой
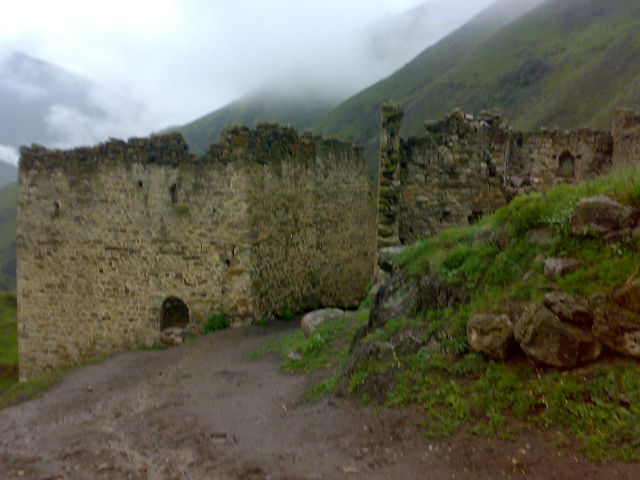
Селище Гулі, родове селище тейпа Хулхой
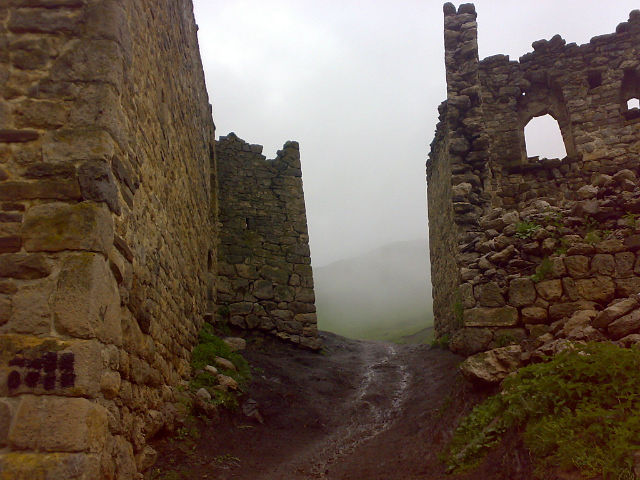
Селище Гулі, родове селище тейпа Хулхой